# Gunnar Heinsohn
 (février 2023).
Si vous disposez d'ouvrages ou d'articles de référence ou si vous connaissez des sites web de qualité traitant du thème abordé ici, merci de compléter l'article en donnant les références utiles à sa vérifiabilité et en les liant à la section « Notes et références ».
Gunnar Heinsohn est un auteur allemand, sociologue et économiste et professeur émérite à l'université de Brême né le 21 novembre 1943 à Gotenhafen (Gdynia) et mort le 16 février 2023 à Gdańsk. 
En 1984, il a reçu un Lehrstuhl, une chaire permanente en pédagogie sociale à l'université de Brême. Gunnar Heinsohn a publié sur un large éventail de sujets, à commencer par l'économie, la démographie et sa relation avec la politique de sécurité et le génocide, et les théories de la chronologie révisionniste dans la tradition d'Immanuel Velikovsky.

## Biographie
Gunnar Heinsohn est né le 21 novembre 1943 à Gotenhafen (Gdynia, Pologne) de Roswitha Heinsohn, née Maurer et du Kriegsmarine Kapitänleutnant Heinrich Heinsohn, ayant servi pour la dernière fois l'U-438. À la fin de la guerre, lui et sa famille ont fui Gotenhafen vers l'Ouest de  l'Allemagne où il a grandi à Brodau (partie de Schashagen) et Pützchen (près de Bonn). Il a fréquenté l'école à Oberkassel, Bonn et Sankt Peter-Böhl, où il a reçu son Abitur en 1964. Il a étudié de 1964 à l'université libre de Berlin. Il est diplômé en sociologie en 1971 et a obtenu un doctorat summa cum laude en sciences sociales en 1974, Gunnar Heinsohn a obtenu un deuxième doctorat en économie en 1982. En 1984, il est devenu professeur à l'université de Brême. Il a fondé le Raphael-Lemkin-Institut für Xenophobie- und Genozidforschung, un centre de recherche comparative sur le génocide et la xénophobie. Le centre a été dissous après la retraite de Heinsohn.
Gunnar Heinsohn a enseigné au Management Zentrum St. Gallen, à la Hochschule Luzern et en études démographiques à la Bundesakademie für Sicherheitspolitik à Berlin et au Collège de défense de l'OTAN à Rome . 
Il meurt le 16 février 2023 à Gdańsk (Pologne).

## Publications
- 1971 : Vorschulerziehung und Kapitalismus. Eine soziologische Untersuchung der Ursachen, systemverändernden Möglichkeiten und Verwirklichungsschwierigkeiten von Reformbestrebungen in der Vorschulerziehung des kapitalistischen Deutschland, Francfort
- 1979 : avec Rolf Knieper et Otto Steiger, Menschenproduktion. Allgemeine Bevölkerungstheorie der Neuzeit, Suhrkamp
- 2005 : avec Otto Steiger, Die Vernichtung der weisen Frauen. Beiträge zur Theorie und Geschichte von Bevölkerung und Kindheit, mars, Herbsten 1985, 14e édition
- 1990 : avec Heribert Illig, Wann lebten die Pharaonen? Archäologische und technologische Grundlagen für eine Neuschreibung der Geschichte Ägyptens und der übrigen Welt, Eichborn, Francfort
- 1992 : The Rise of Blood Sacrifice and Priest-Kingship in Mesopotamia: A Cosmic Decree? in Religion. A journal of religion and religions, vol. 22, p. 309–334
- 1995 : Warum Auschwitz? Hitlers Plan und die Ratlosigkeit der Nachwelt, Rowohlt
- 1996 : Eigentum, Zins und Geld. Ungelöste Rätsel der Wirtschaftswissenschaft, Rowohlt
- 1997 : Post-Genocidal Reconciliation in Rwanda: Are there Lessons from Germany?, Brême
- 1998 : Lexikon der Völkermorde, Rowohlt
- What Makes the Holocaust a Uniquely Unique Genocide? (PDF) In Journal of Genocide Research, vol. 2,3 (2000), p. 411–430
- 2001 : Genocide: Historical Aspects in International Encyclopedia of the Social & Behavioral Sciences, Elsevier Science, Amsterdam, p. 6153–6159
- 2003 : Söhne und Weltmacht. Terror im Aufstieg und Fall der Nationen, Orell Füssli
- 2006 : avec Otto Steiger, Eigentumsökonomik, Metropolis, Marbourg,
- 2014 : Hitler’s Motive for the Holocaust in Wolfgang Bialas, Lothar Fritze (eds.): Nazi Ideology and Ethics, Cambridge Scholars Publishing, Cambridge, p. 103–126
- 2013 : Ownership Economics: On the Foundations of Interest, Money, Markets, Business Cycles and Economic Development, Routledge, (trad. de Eigentum, Zins und Geld par Frank Decker).